# Torneig de Candidats de 2018
El Torneig de Candidats de 2018 fou un torneig d'escacs disputat a doble round-robin, que se celebrà a Berlín, Alemanya, entre el 10 i el 28 de març de 2018. El guanyador, Fabiano Caruana, va guanyar-se el dret de reptar el campió del món regnant, el noruec Magnus Carlsen, en el matx pel Campionat del món d'escacs de 2018.
Estava organitzat per Agon, el soci comercial de la FIDE.

## Organització

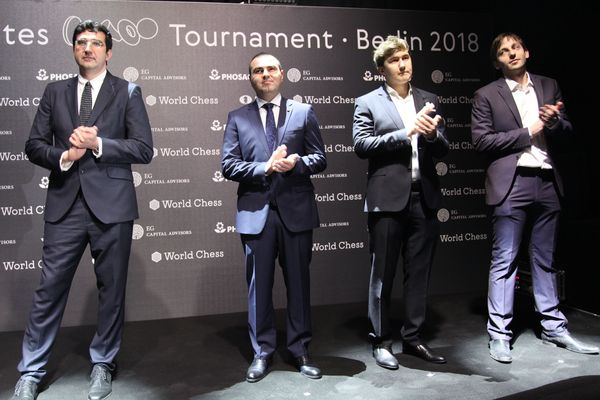
Kràmnik, Mamediàrov, Kariakin, i Grisxuk durant la cerimònia inaugural.

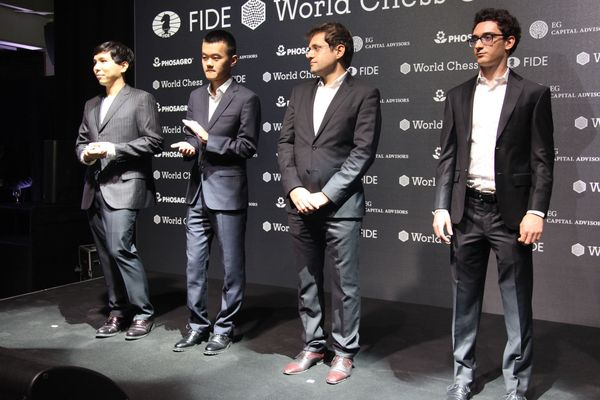
So, Ding, Aronian, i Caruana durant la cerimònia inaugural.

El torneig enfrontà vuit jugadors, en un doble round-robin, cosa que implicava 14 rondes per jugar, amb cada jugador jugant dos cops contra la resta, un amb les peces blanques i l'altre amb les negres.

### Borsa de premis
La borsa de premis (Punt 3.8.1 de les regles) era de 420,000 euros. Els premis es repartirien per igual entre els jugadors empatats.
| Lloc | Premi (en €) |
| ---- | ------------ |
| 1    | 95,000       |
| 2    | 88,000       |
| 3    | 75,000       |
| 4    | 55,000       |
| 5    | 40,000       |
| 6    | 28,000       |
| 7    | 22,000       |
| 8    | 17,000       |

### Regles
El control de temps era de 100 minuts pels primers 40 moviments, 50 minuts pels següents 20 moviments i finalment 15 minuts per la resta de partides; a banda d'un increment de 30 segons per moviment començant a la primera jugada.
En cas d'empat, es farien servir, per ordre, els següents sistemes de desempat:
1. Resultats en les partides entre els jugadors empatats;
2. Major número de victòries;
3. Puntuació Sonneborn-Berger;
4. Dues partides de desempat entre els jugadors empatats, a 25 minuts més 10 segons d'increment per moviment;
5. Dues partides de desempat entre els jugadors empatats, a 5 minuts més 3 segons d'increment per moviment;
6. Partides Armageddon, a 5 minuts per les blanques, i 4 minuts per les negres, més 3 segons per moviment després del moviment 60; amb les blanques obligades a guanyar, mentre que l'empat donava la victòria a les negres. Si empatessin més de dos jugadors, s'hauria de jugar un torneig eliminatori.

### Controvèrsies
Diversos dels jugadors varen criticar l'organització del torneig. En particular, hi hagué queixes relatives al soroll a la sala de joc, les facilitats per arribar als lavabos, l'allotjament, i fins i tot les pantalles de televisió amb comentaris que eren visibles pels jugadors durant les partides. Serguei Kariakin va resumir les queixes al final de la primera ronda: "Realment no m'agrada res de res en l'organització del torneig. No m'agrada l'hotel, no m'agrada la sala de joc, que a més a més ha estat sorollosa diversos cops durant la partida. No vull dir que hagi perdut per culpa d'aquestes coses, però bàsicament, no m'agrada res."
La FIDE va anunciar una nova política sobre retransmissions en viu, que es proposà d'aplicar al torneig. Això fou àmpliament considerat com un atac a tercers amb interès per retransmetre l'esdeveniment, com ara Chess24 i Chessbrah. La política es va considerar també com una continuació de la lluita legal de la FIDE contra Chess24 i altres llocs d'Internet.

## Classificació prèvia

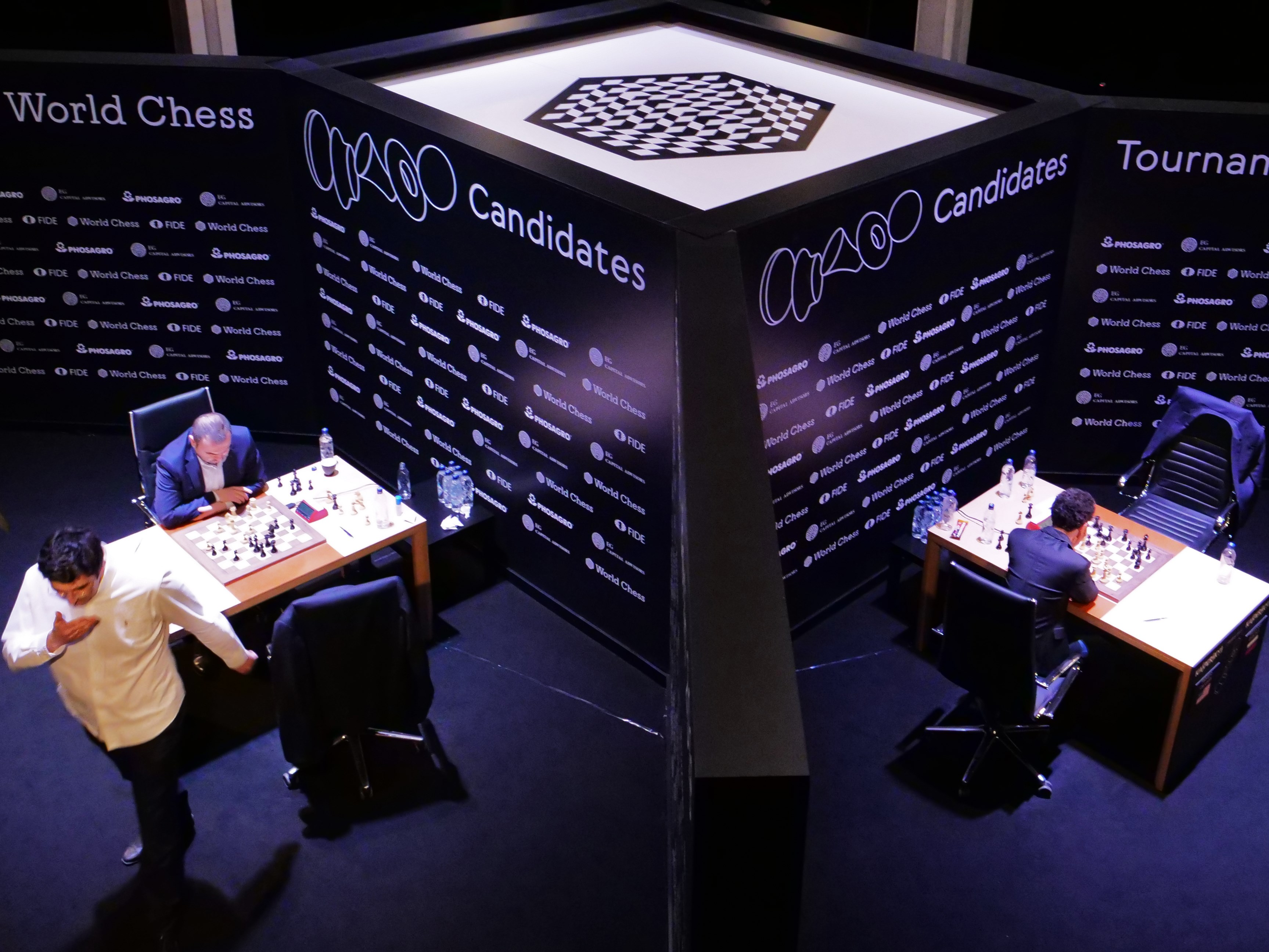
Vista de la ronda 6 des del públic: a l'esquerra Mamedyarov (assegut) i Kramnik; a la dreta Caruana.

Hi havia cinc diferents camins de classificació pel Torneig de Candidats. En odre de prioritat, hi havia: el perdedor del matx pel Campionat del món de 2016, els dos finalistes de la Copa del Món d'escacs de 2017, els dos finalistes del FIDE Grand Prix 2017, els següents dos jugadors amb més Elo (mitjana a la llista de la FIDE dels dotze mesos entre gener i desembre de 2017, amb un mínim de 30 partides jugades) que haguessin jugat la Copa del Món d'escacs de 2017 o el FIDE Grand Prix 2017, i un jugador nominat per l'organització (Agon).
Dos jugadors es classificarien per la mitjana d'Elo de 2017. Cap al setembre de 2017, estava clar que aquesta era una cursa entre tres, Fabiano Caruana, Wesley So i Vladímir Kràmnik. Cap a mitjan octubre 2017, Caruana i So tenien un avantatge gairebé decisiu, però tot es va acabar quan el 30 d'octubre Kramnik fou designat candidat convidat, assegurant així que Caruana i So es qualifiquessin per ràting. Segons les regles, el primer jugador reserva seria el següent millor classificat al Grand Prix, Teimour Radjabov, i els següents reserves serien els millor classificats per la mitjana d'Elo a les llistes del 2017, començant amb Maxime Vachier-Lagrave.
| Ruta de classificació | Jugador             | Edat | Ràting (Mar. 2018) | Rànquing mundial (Mar. 2018) |
| --- | ------------------- | ---- | ------------------ | ---------------------------- |
| Perdedor del matx pel Campionat del món d'escacs de 2016                                                                  | Serguei Kariakin    | 28   | 2763               | 13                           |
| Els dos finalistes de la Copa del Món d'escacs 2017                                                                       | Levon Aronian       | 35   | 2794               | 5                            |
| Els dos finalistes de la Copa del Món d'escacs 2017                                                                       | Ding Liren          | 25   | 2769               | 11                           |
| Els dos primers classificats del FIDE Grand Prix 2017                                                                     | Xakhriar Mamediàrov | 32   | 2809               | 2                            |
| Els dos primers classificats del FIDE Grand Prix 2017                                                                     | Aleksandr Grisxuk   | 34   | 2767               | 12                           |
| Els dos jugadors amb millor mitjana d'Elo el 2017 que haguessin participat a la Copa del Món o al Grand Prix              | Fabiano Caruana     | 25   | 2784               | 8                            |
| Els dos jugadors amb millor mitjana d'Elo el 2017 que haguessin participat a la Copa del Món o al Grand Prix              | Wesley So           | 24   | 2799               | 4                            |
| Invitació dels organitzadors (Agon), amb un Elo FIDE mínim de 2725 en qualsevol llista d'Elo de la FIDE publicada el 2017 | Vladímir Kràmnik    | 42   | 2800               | 3                            |

### Classificats per ràting
Els següents foren els classificats segons l'ordre de classificació a les llistes d'Elo del 2017.
La llista omet el campió del món Magnus Carlsen. Els jugadors que es van classificar pel Torneig de Candidats d'altres maneres es mostren amb el fons ombrejat. Els dos classificats per ràting foren Fabiano Caruana i Wesley So (marcants amb fons verd).
| Player                 | Jan  | Feb  | Mar  | Apr  | maig | Jun  | Jul  | Aug  | Sep  | Oct  | Nov  | Dec  | Average |
| ---------------------- | ---- | ---- | ---- | ---- | ---- | ---- | ---- | ---- | ---- | ---- | ---- | ---- | ------- |
| Fabiano Caruana        | 2827 | 2827 | 2817 | 2817 | 2802 | 2808 | 2807 | 2807 | 2799 | 2794 | 2799 | 2799 | 2808.58 |
| Wesley So              | 2808 | 2822 | 2822 | 2822 | 2815 | 2812 | 2810 | 2810 | 2792 | 2788 | 2788 | 2788 | 2806.42 |
| Vladímir Kràmnik       | 2811 | 2811 | 2811 | 2811 | 2811 | 2808 | 2812 | 2803 | 2803 | 2794 | 2787 | 2787 | 2804.08 |
| Maxime Vachier-Lagrave | 2796 | 2796 | 2803 | 2803 | 2795 | 2796 | 2791 | 2789 | 2804 | 2794 | 2796 | 2789 | 2796.00 |
| Levon Aronian          | 2780 | 2785 | 2774 | 2774 | 2789 | 2793 | 2809 | 2799 | 2802 | 2801 | 2801 | 2805 | 2792.67 |
| Hikaru Nakamura        | 2785 | 2785 | 2793 | 2793 | 2786 | 2785 | 2792 | 2792 | 2781 | 2774 | 2780 | 2781 | 2785.58 |
| Viswanathan Anand      | 2786 | 2786 | 2786 | 2786 | 2786 | 2786 | 2783 | 2783 | 2794 | 2783 | 2782 | 2782 | 2785.25 |

### Prediccions
Abans del torneig, Maxime Vachier-Lagrave (el jugador de rànquing més elevat que no hi participava, a banda del campió del món Carlsen) considerava favorits a parts iguals Aronian i Caruana, i les cases d'apostes varen fer una predicció similar. Considerava també com a següents favorits tant en Mamedyarov com en Kramnik.

## Calendari
La FIDE va anunciar els emparellaments un mes abans de l'esdeveniment. El sistema preveia que els jugadors d'un mateix país es trobessin com abans possible. Grischuk, Karjakin, i Kramnik (tots de Rússia) varen jugar entre sí a les rondes 1, 2 i 3 i amb els colors canviats a les rondes 8, 9 i 10. Similarlment So i Caruana (ambdós dels Estats Units) varen jugar entre sí les rondes 1 i 8.
Les partides començaven a les 15:00 hores (temps local alemany) (14:00 UTC abans del 25 de març, 13:00 UTC després del 25 de març), cada dia del 10 al 27 de març, excepte els dies de descans, el 13, 17, 21, i 25 de març (després de les rondes 3, 6, 9 i 12 respectivament). Si calguessin, les partides de desempat s'havien de jugar el 28 de març. La cerimònia d'obertura seria el 9 de març, i la de cloenda el 18 de març.
| Data       | Dia       | Acte                 |
| ---------- | --------- | -------------------- |
| 9 de març  | Divendres | Cerimònia d'obertura |
| 10 de març | Dissabte  | Ronda 1              |
| 11 de març | Diumenge  | Ronda 2              |
| 12 de març | Dilluns   | Ronda 3              |
| 13 de març | Dimarts   | Dia de descans       |
| 14 de març | Dimecres  | Ronda 4              |
| 15 de març | Dijous    | Ronda 5              |
| 16 de març | Divendres | Ronda 6              |
| 17 de març | Dissabte  | Dia de descans       |
| 18 de març | Diumenge  | Ronda 7              |

| Data       | Dia       | Acte                 |
| ---------- | --------- | -------------------- |
| 19 de març | Dilluns   | Ronda 8              |
| 20 de març | Dimarts   | Ronda 9              |
| 21 de març | Dimecres  | Dia de descans       |
| 22 de març | Dijous    | Ronda 10             |
| 23 de març | Divendres | Ronda 11             |
| 24 de març | Dissabte  | Ronda 12             |
| 25 de març | Diumenge  | Dia de descans       |
| 26 de març | Dilluns   | Ronda 13             |
| 27 de març | Dimarts   | Ronda 14             |
| 28 de març | Dimecres  | Cerimònia de cloenda |

## Resum

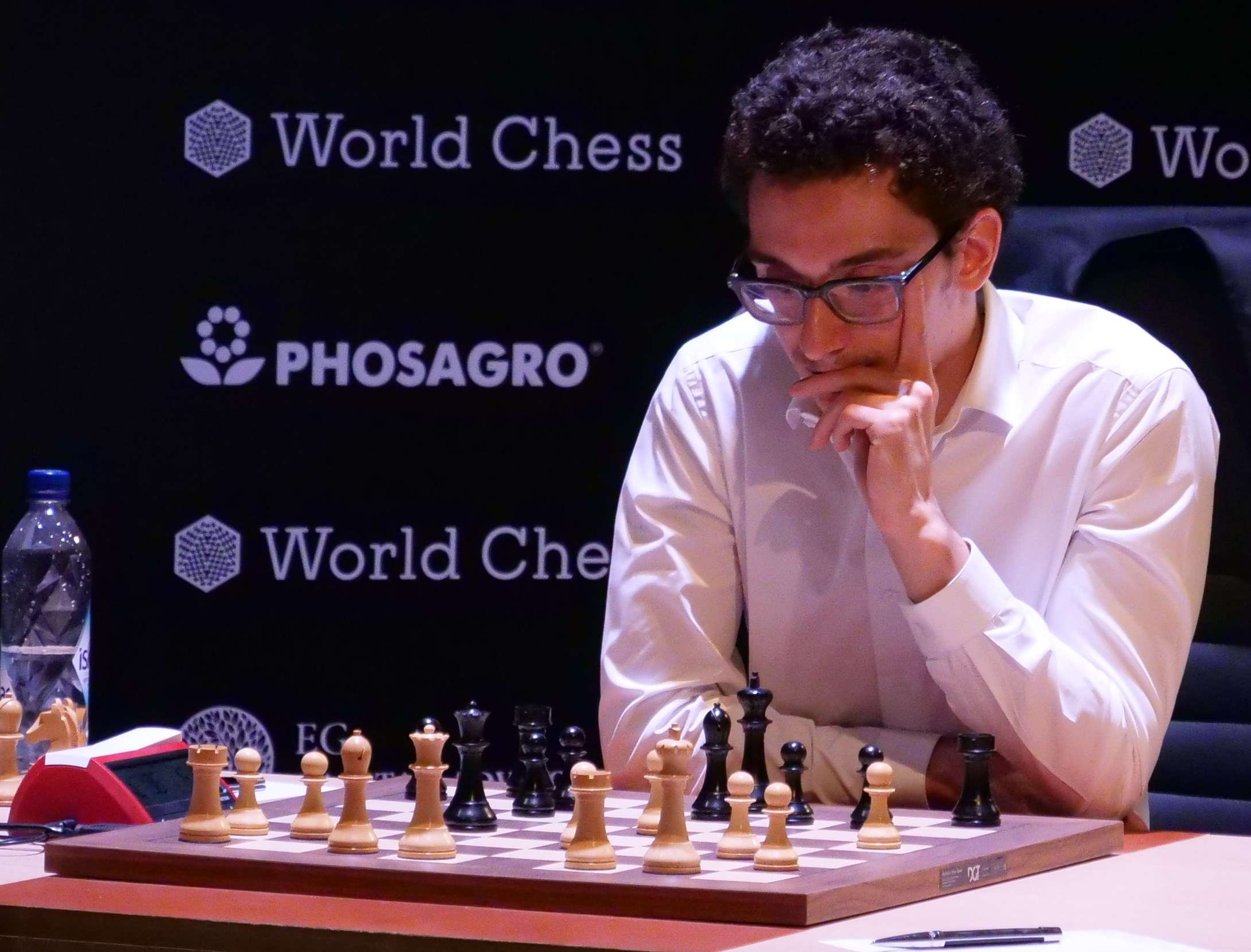
Fabiano Caruana durant la partida de la desena ronda, contra Xakhriar Mamediàrov.

Caruana, Mamedyarov i Kramnik van guanyar tots a la primera ronda, i després Kramnik es va posar al capdavant amb una victòria brillant amb negres contra Aronian a la ronda 3. Tot i això, va començar a jugar de manera molt optimista i va sobreestimar constantment la seva posició a les rondes posteriors. Això el va portar a perdre partides difícils, primer amb Caruana a la ronda 4, després amb Mamedyarov a la ronda 6. A mig torneig, la puntuació era Caruana +3; Mamedyarov +2; Kramnik, Grischuk i Ding =; Karjakin -1, i So i Aronian -2. El desafiador del 2016, Karjakin havia sofert dues derrotes a les primeres rondes. Aronian, un dels favorits del torneig anterior, s'havia recuperat de la seva derrota davant Kramnik amb una victòria sobre Karjakin, però va ser derrotat ràpidament per So, i va ser igualat per aquest últim.
A la meitat del torneig, Aronian i Karjakin van intentar remuntar. Karjakin va tenir èxit, amb victòries amb blanques a les rondes 7 i 9; mentre Aronian va buscar complicacions, però no va poder guanyar més partides, i després va perdre a la ronda 10 contra Kramnik. Karjakin després va vèncer Aronian amb negres a la ronda 11, i es van unir així a Grischuk igualats al tercer lloc amb +1. Caruana i Mamedyarov continuaven al capdavant, però tots dos van empatar les seves partides de les rondes 8 a 11, i van quedar en +3 i +2 respectivament.
En una 12a ronda que va causar sensació, els dos líders varen perdre per primer cop: Caruana contra Kariakin, i Mamedyarov contra Ding Liren, qui havia fet taules en totes les partides fins a aquell moment. Això deixava cinc jugadors en disputa pel primer lloc, quan quedaven dues rondes: Kariakin i Caruana amb +2 (amb Karjakin amb millor desempat), i Mamedyarov, Grischuk i Ding amb +1.
A la penúltima ronda (ronda 13), Mamedyarov i Caruana varen vèncer Grisxuk i Aronian respectivament, mentre que Ding Liren i Kariakin feren taules. Això deixava Caruana (+3) mig punt per damunt de Kariakin i Mamedyarov (+2) abans de la ronda final, amb Ding (+1) mig punt més per darrera. Caruana tenia pitjor desempat que Mamedyarov i Kariakin i, per tant, havia d'acabar per davant dels dos per guanyar el torneig. Ding Liren tenia també possibilitats matemàtiques de guanyar al desempat si tots els resultats l'afavorissin.
A la darrera ronda, Kariakin va buscar la victòria amb blanques contra Ding, però després d'un greu error va haver de lluitar per les taules. Mentrestant, Mamedyarov va assolir una partida complicada amb negres contra Kramnik, però no era suficient per la victòria, i va acabar fent taules. Caruana va obtenir una bona posició amb negres contra Grisxuk i la va convertir en victòria, fins i tot encara que les altres partides havien acabat abans que la seva, cosa que volia dir que només necessitava les taules per guanyar el torneig.

### Avaluació
In a long interview the day after the Candidates ended, Caruana discussed his pre-tournament training, which involved his long-time second Rustam Kassimdjanov and other grandmasters Cristian Chirila, Leinier Domínguez and Alejandro Ramírez. Caruana reviewed his progress through the tournament and was critical of his tendency to sit on the lead with overly defensive play. He believed that such defensiveness contributed to his twelfth round loss to Karjakin, which threw the tournament open for his competitors. However, Caruana felt that his ability to forget losses relatively quickly was important in his crucial victories against Aronian and Grischuk in the final two rounds. He also estimated his chances against Carlsen in the world championship match as "about 50-50."
At a charity event several days after the tournament, Kramnik and Karjakin also discussed the Candidates. Kramnik said that his "very aggressive and very uncompromising" play might not have been the best practical choice but at least it showed fighting spirit. Karjakin regretted his "terrible start" but thought that Caruana's eventual victory was a "quite fair" result. Both players agreed that Caruana has his chances in the world championship match, though Carlsen remains the favorite.

## Resultats

### Classificació
| Pos | Equip                     | PJ | PG | PE | PP | GF | GC | DG | Pts | Classificació            |     | CAR | MAM | KAR | DIN | KRA | GRI | SO  | ARO |
| --- | ------------------------- | -- | -- | -- | -- | -- | -- | -- | --- | ------------------------ | --- | --- | --- | --- | --- | --- | --- | --- | --- |
| 1   | Fabiano Caruana (USA) (Q) | 14 | 5  | 8  | 1  | 0  | 0  | 0  | 9   | Avança al matx pel títol |     | —   | ½   | ½ 0 | ½   | ½ 1 | ½ 1 | 1 ½ | 1   |
| 2   | Xakhriar Mamediàrov (AZE) | 14 | 3  | 10 | 1  | 0  | 0  | 0  | 8   |                          |     | ½   | —   | ½ 1 | 0 ½ | 1 ½ | 1 ½ | ½   | ½   |
| 3   | Serguei Kariakin (RUS)    | 14 | 4  | 8  | 2  | 0  | 0  | 0  | 8   |                          | 1 ½ | 0 ½ | —   | ½   | 1 ½ | ½   | 1 ½ | 0 1 |     |
| 4   | Ding Liren (CHN)          | 14 | 1  | 13 | 0  | 0  | 0  | 0  | 7.5 |                          | ½   | ½ 1 | ½   | —   | ½   | ½   | ½   | ½   |     |
| 5   | Vladímir Kràmnik (RUS)    | 14 | 3  | 7  | 4  | 0  | 0  | 0  | 6.5 |                          | 0 ½ | ½ 0 | ½ 0 | ½   | —   | 1 0 | ½   | 1   |     |
| 6   | Aleksandr Grisxuk (RUS)   | 14 | 2  | 9  | 3  | 0  | 0  | 0  | 6.5 |                          | 0 ½ | ½ 0 | ½   | ½   | 1 0 | —   | 1 ½ | ½   |     |
| 7   | Wesley So (USA)           | 14 | 1  | 10 | 3  | 0  | 0  | 0  | 6   |                          | ½ 0 | ½   | ½ 0 | ½   | ½   | ½ 0 | —   | 1 ½ |     |
| 8   | Levon Aronian (ARM)       | 14 | 1  | 7  | 6  | 0  | 0  | 0  | 4.5 |                          | 0   | ½   | 0 1 | ½   | 0   | ½   | ½ 0 | —   |     |

Notes
- Tie-breaks are in order: 1) head-to-head score among tied players, 2) total number of wins, 3) Sonneborn–Berger score (SB), 4) tie-break games.
- Numbers in the crosstable in a white background indicate the result playing the respective opponent with the white pieces (black pieces if on a black background).

### Resultats per ronda
First named player is white. 1–0 indicates a white win, 0–1 indicates a black win, and ½–½ indicates a draw. Numbers in parentheses show players' scores prior to the round.
| Ronda 1, 10 març 2018     |                            |     |
| Vladimir Kramnik          | Aleksandr Grisxuk          | 1–0 |
| Serguei Kariakin          | Shakhriyar Mamedyarov      | 0–1 |
| Levon Aronian             | Ding Liren                 | ½–½ |
| Fabiano Caruana           | Wesley So                  | 1–0 |
| Ronda 2, 11 març 2018     |                            |     |
| Aleksandr Grisxuk (0)     | Wesley So (0)              | 1–0 |
| Ding Liren (½)            | Fabiano Caruana (1)        | ½–½ |
| Shakhriyar Mamedyarov (1) | Levon Aronian (½)          | ½–½ |
| Vladimir Kramnik (1)      | Serguei Kariakin (0)       | ½–½ |
| Ronda 3, 12 març 2018     |                            |     |
| Serguei Kariakin (½)      | Aleksandr Grisxuk (1)      | ½–½ |
| Levon Aronian (1)         | Vladimir Kramnik (1½)      | 0–1 |
| Fabiano Caruana (1½)      | Shakhriyar Mamedyarov (1½) | ½–½ |
| Wesley So (0)             | Ding Liren (1)             | ½–½ |
| Ronda 4, 14 març 2018     |                            |     |
| Aleksandr Grisxuk (1½)    | Ding Liren (1½)            | ½–½ |
| Shakhriyar Mamedyarov (2) | Wesley So (½)              | ½–½ |
| Vladimir Kramnik (2½)     | Fabiano Caruana (2)        | 0–1 |
| Serguei Kariakin (1)      | Levon Aronian (1)          | 0–1 |
| Ronda 5, 15 març 2018     |                            |     |
| Levon Aronian (2)         | Aleksandr Grisxuk (2)      | ½–½ |
| Fabiano Caruana (3)       | Serguei Kariakin (1)       | ½–½ |
| Wesley So (1)             | Vladimir Kramnik (2½)      | ½–½ |
| Ding Liren (2)            | Shakhriyar Mamedyarov (2½) | ½–½ |
| Ronda 6, 16 març 2018     |                            |     |
| Fabiano Caruana (3½)      | Aleksandr Grisxuk (2½)     | ½–½ |
| Wesley So (1½)            | Levon Aronian (2½)         | 1–0 |
| Ding Liren (2½)           | Serguei Kariakin (1½)      | ½–½ |
| Shakhriyar Mamedyarov (3) | Vladimir Kramnik (3)       | 1–0 |
| Ronda 7, 18 març 2018     |                            |     |
| Aleksandr Grisxuk (3)     | Shakhriyar Mamedyarov (4)  | ½–½ |
| Vladimir Kramnik (3)      | Ding Liren (3)             | ½–½ |
| Serguei Kariakin (2)      | Wesley So (2½)             | 1–0 |
| Levon Aronian (2½)        | Fabiano Caruana (4)        | 0–1 |

| Ronda 8, 19 març 2018      |                            |     |
| Aleksandr Grisxuk (3½)     | Vladimir Kramnik (3½)      | 1–0 |
| Shakhriyar Mamedyarov (4½) | Serguei Kariakin (3)       | ½–½ |
| Ding Liren (3½)            | Levon Aronian (2½)         | ½–½ |
| Wesley So (2½)             | Fabiano Caruana (5)        | ½–½ |
| Ronda 9, 20 març 2018      |                            |     |
| Wesley So (3)              | Aleksandr Grisxuk (4½)     | ½–½ |
| Fabiano Caruana (5½)       | Ding Liren (4)             | ½–½ |
| Levon Aronian (3)          | Shakhriyar Mamedyarov (5)  | ½–½ |
| Serguei Kariakin (3½)      | Vladimir Kramnik (3½)      | 1–0 |
| Ronda 10, 22 març 2018     |                            |     |
| Aleksandr Grisxuk (5)      | Serguei Kariakin (4½)      | ½–½ |
| Vladimir Kramnik (3½)      | Levon Aronian (3½)         | 1–0 |
| Shakhriyar Mamedyarov (5½) | Fabiano Caruana (6)        | ½–½ |
| Ding Liren (4½)            | Wesley So (3½)             | ½–½ |
| Ronda 11, 23 març 2018     |                            |     |
| Ding Liren (5)             | Aleksandr Grisxuk (5½)     | ½–½ |
| Wesley So (4)              | Shakhriyar Mamedyarov (6)  | ½–½ |
| Fabiano Caruana (6½)       | Vladimir Kramnik (4½)      | ½–½ |
| Levon Aronian (3½)         | Serguei Kariakin (5)       | 0–1 |
| Ronda 12, 24 març 2018     |                            |     |
| Aleksandr Grisxuk (6)      | Levon Aronian (3½)         | ½–½ |
| Serguei Kariakin (6)       | Fabiano Caruana (7)        | 1–0 |
| Vladimir Kramnik (5)       | Wesley So (4½)             | ½–½ |
| Shakhriyar Mamedyarov (6½) | Ding Liren (5½)            | 0–1 |
| Ronda 13, 26 març 2018     |                            |     |
| Shakhriyar Mamedyarov (6½) | Aleksandr Grisxuk (6½)     | 1–0 |
| Ding Liren (6½)            | Vladimir Kramnik (5½)      | ½–½ |
| Wesley So (5)              | Serguei Kariakin (7)       | ½–½ |
| Fabiano Caruana (7)        | Levon Aronian (4)          | 1–0 |
| Ronda 14, 27 març 2018     |                            |     |
| Aleksandr Grisxuk (6½)     | Fabiano Caruana (8)        | 0–1 |
| Levon Aronian (4)          | Wesley So (5½)             | ½–½ |
| Serguei Kariakin (7½)      | Ding Liren (7)             | ½–½ |
| Vladimir Kramnik (6)       | Shakhriyar Mamedyarov (7½) | ½–½ |

### Punts per ronda

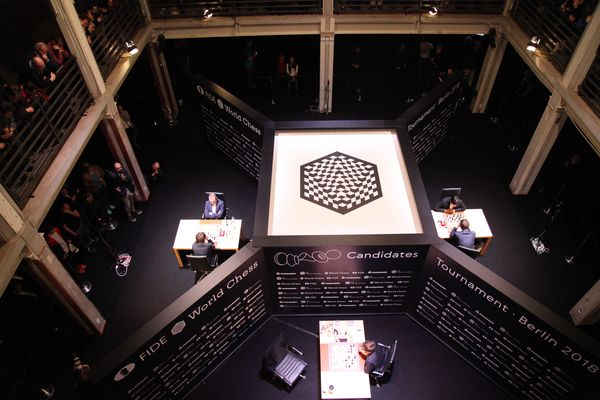
Sala del torneig. Els espectadors podien veure els jugadors des de dalt.

Per a cada jugador es mostra la diferència entre victòries i derrotes després de cada ronda.
Els jugadors amb la major diferència en cada ronda tenen el fons verd.
| Posició final | Jugador \ Ronda           | 1  | 2  | 3  | 4  | 5  | 6  | 7  | 8  | 9  | 10 | 11 | 12 | 13 | 14 |
| ------------- | ------------------------- | -- | -- | -- | -- | -- | -- | -- | -- | -- | -- | -- | -- | -- | -- |
| 1             | Fabiano Caruana (USA)     | +1 | +1 | +1 | +2 | +2 | +2 | +3 | +3 | +3 | +3 | +3 | +2 | +3 | +4 |
| 2             | Xakhriar Mamediàrov (AZE) | +1 | +1 | +1 | +1 | +1 | +2 | +2 | +2 | +2 | +2 | +2 | +1 | +2 | +2 |
| 3             | Serguei Kariakin (RUS)    | –1 | –1 | –1 | –2 | –2 | –2 | –1 | –1 | =0 | =0 | +1 | +2 | +2 | +2 |
| 4             | Ding Liren (CHN)          | =0 | =0 | =0 | =0 | =0 | =0 | =0 | =0 | =0 | =0 | =0 | +1 | +1 | +1 |
| 5             | Vladímir Kràmnik (RUS)    | +1 | +1 | +2 | +1 | +1 | =0 | =0 | –1 | –2 | –1 | –1 | –1 | –1 | –1 |
| 6             | Aleksandr Grisxuk (RUS)   | –1 | =0 | =0 | =0 | =0 | =0 | =0 | +1 | +1 | +1 | +1 | +1 | =0 | –1 |
| 7             | Wesley So (USA)           | –1 | –2 | –2 | –2 | –2 | –1 | –2 | –2 | –2 | –2 | –2 | –2 | –2 | –2 |
| 8             | Levon Aronian (ARM)       | =0 | =0 | –1 | =0 | =0 | –1 | –2 | –2 | –2 | –3 | –4 | –4 | –5 | –5 |